# 霍霍埃
霍霍埃是西非國家加納的城鎮，是沃爾特地區的首府，位於沃爾特水庫和多哥邊境之間，居民主要從事食品工業。
1916年12月成为英属多哥兰殖民地的首府，加纳独立后成为沃爾特地區的首府。
2000年居民人數35,277，預計2007年人口將增加至42,550。

## 外部連結
- Ghana-pedia webpage – Hohoe

7°8′56.54″N 0°28′28.56″E / 7.1490389°N 0.4746000°E